# Kōzō Kawashima
Kōzō Kawashima (jap. 川島弘三 Kawashima Kōzō; ur. 26 września 1926 w Otaru) – japoński skoczek narciarski. Olimpijczyk z 1952.
Znalazł się w składzie reprezentacji Japonii na Zimowe Igrzyska Olimpijskie 1952 w Oslo. W konkursie skoczków narciarskich, po skokach na odległość 59,5 oraz 56 metrów zajął 42. pozycję, a spośród wszystkich sklasyfikowanych zawodników tylko jeden zawodnik, Francuz Henri Thiollière, uzyskał gorszy rezultat punktowy. W pierwszej serii Kawashima doznał upadku i otrzymał jedną z najniższych not za styl spośród wszystkich oddanych w tych zawodach skoków (tylko Thiollière, także w swojej pierwszej próbie, otrzymał niższe noty od Kawashimy). Kilkanaście dni po starcie olimpijskim w tej samej miejscowości wystąpił na Festiwalu Narciarskim w Holmenkollen, jednak zajął odległą, 75. lokatę.

## Zimowe igrzyska olimpijskie

### Indywidualnie
| 1952 Oslo | – | 42. miejsce |